# Fulton County Courthouse (New York)

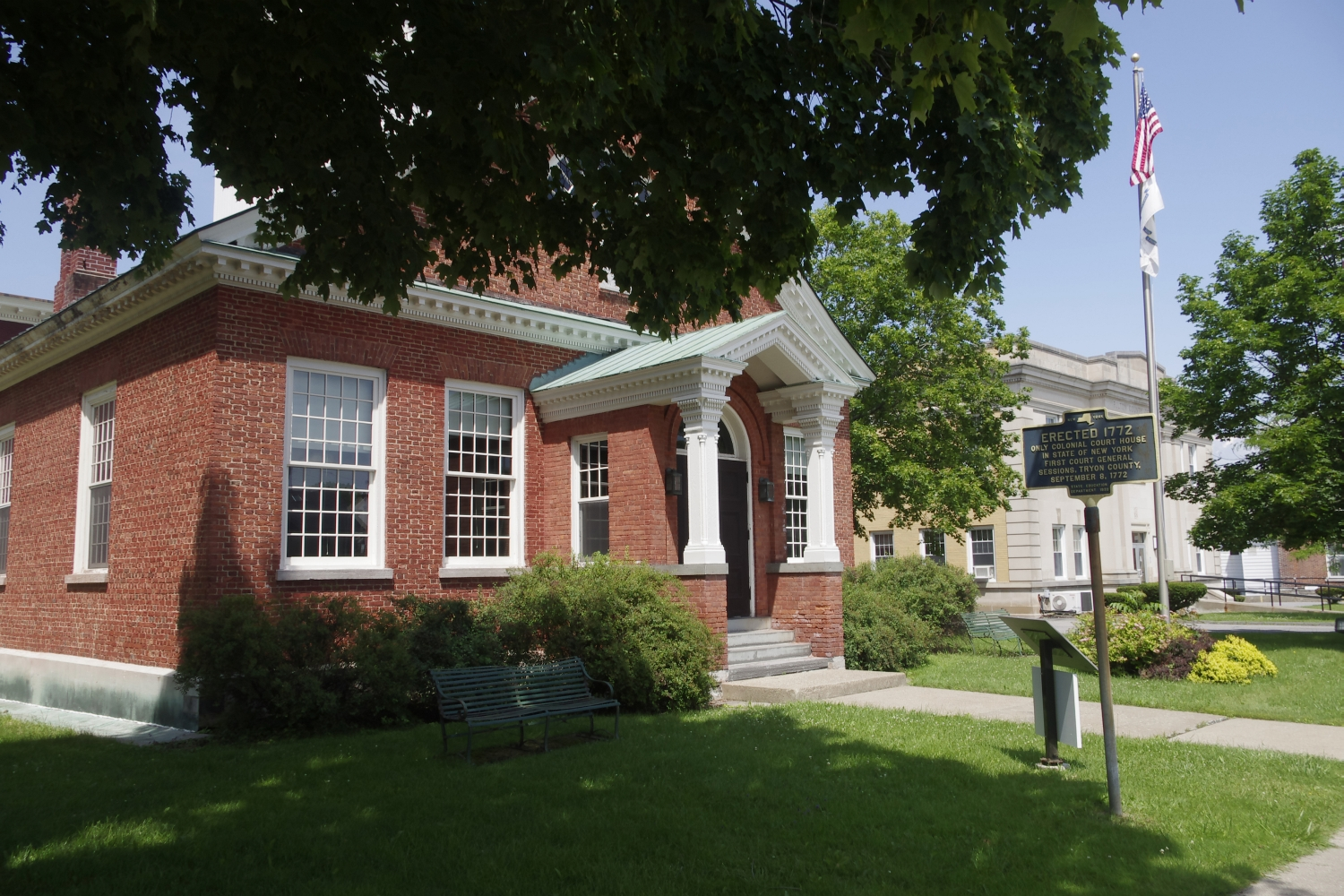
Haupteingang an der William Street

Das Fulton County Courthouse ist ein unter Denkmalschutz stehendes 1772 fertiggestellte Gerichtsgebäude des Fulton County in Johnstown, New York. Es ist das älteste noch als Gericht dienende Gebäude im US-Bundesstaat New York und eines der fünf ältesten in den USA.

## Geschichte des Gebäudes
Initiiert wurde der Bau von dem Stadtgründer und Besitzer der Region William Johnson.
Das Gebäude wurde im historischen Stadtkern von Johnstown an der Ecke William Street/Main Street errichtet (offizielle Adresse: „11 N William St, Johnstown, NY 12095“).
Die Steine für das Gerichtsgebäude wurden aus England mit dem Schiff nach Albany und von dort mit Pferdekutschen an den Bauplatz gebracht.
Der ursprüngliche Gebäudekomplex ist ein rechteckiger, eineinhalbstöckiger fünf auf drei Joche umfassender im georgianischen Stil errichteter Backsteinbau. Im späten 18. oder im frühen 19. Jahrhundert erfolgte die Erweiterung um einen Aufbau mit Kuppel und um 1900 ein Anbau im Westen, so dass das Gebäude jetzt T-förmig ist.
Der Standort dient heute als Familiengericht. Weitere Gerichtstandorte des County sind in der 223 West Main Street, Johnstown.

## Denkmalschutz
Im Jahr 1972 wurde das Gebäude als erhaltens- und schützenswertes Baudenkmal in das National Register of Historic Places aufgenommen.